# Тихон Хренников
Ти́хон Николаевич Хре́нников е руски съветски композитор, дългогодишен ръководител на Съюза на композиторите на СССР (1948 – 1991).

## Биография
Завършва Музикалното училище „Гнесини“ (1932) и Московската консерватория (1936). Неговата опера „В бурята“ (1939) става „първи успешен опит за претворяване в музиката на революционна тема“, въвеждайки за първи път в операта Ленин. През 1950 г. написва операта „Фрол Скобеев“.
Пише музика към спектакли и филми: „Свинарка и пастир“ (1941), „В шест часа вечерта след войната“ (1944) и др. През 1947 г. влиза във ВКП(б). От 1948 г. е генерален (от 1957 – първи) секретар на Съюза на композиторите на СССР. В периода 1941 – 1956 г. отговаря за музикалната част в Театъра на Съветската армия в Москва.
След смъртта на Сталин запазва своите позиции и остава в продължение на повече от 40 г. единствен ръководител на съветската музика. През това време написва оперите „Майка“ (1957), „Златният телец“ (1985), балета „С любов за любовта“ (1976), „Хусарска балада“ (1979), оперетата „Сто дявола и една девойка“ (1963) и др. От 1961 г. е член на Централната ревизионна комисия на КПСС, от 1976 г. е кандидат-член на ЦК. Депутат на Върховния съвет на СССР от 1962 г.

## Награди и звания
Народен артист на СССР (1963). Герой на социалистическия труд (1973), 3 пъти лауреат на Сталинска премия (1942, 1946, 1952), лауреат на Държавна (1967) и Ленинска (1974) премии.
Почетен гражданин е на Русе (1965) и Бургас (1972).